# Hans-Christian Luther
Hans-Christian Luther (* 21. Januar 1955) ist ein Konteradmiral a. D. der Deutschen Marine. Er war in letzter Verwendung von Mai 2015 bis April 2018 Stellvertreter des Abteilungsleiters Strategie und Einsatz im Bundesministerium der Verteidigung in Berlin.

## Leben
Luther begann 1974 seinen Grundwehrdienst bei der Bundeswehr. 1977 wurde Offizieranwärter der Marine. Er studierte von 1977 bis 1981 Pädagogik an der Universität der Bundeswehr Hamburg.
Nach verschiedenen Stationen als Marineoffizier wurde er 1986 Kommandant des Minenjagdboots Wetzlar. 1989 wurde er ins Bundesministerium der Verteidigung versetzt. 1992 ging er als Inspektionschef an die Marineschule Mürwik. Von 1993 bis 1994 durchlief er die Admiralstabsausbildung an der École Supérieure de Guerre Navale in Paris. 1994 wurde er Kommandeur des 7. Minensuchgeschwaders. Es schlossen sich eine Admiralstabsausbildung am Naval War College in Newport, Rhode Island und eine Referententätigkeit beim Führungsstab der Streitkräfte an. Von 1998 bis 2000 war er Adjutant Marine des Generalinspekteurs der Bundeswehr. 2000 wurde er Stabsoffizier im NATO-Hauptquartier in Brüssel. Von 2003 bis 2005 war er Kommandeur der Flottille der Minenstreitkräfte. Nach weiteren Stationen wurde er 2007 Abteilungsleiter Operation und stellvertretender Chef des Stabes im Flottenkommando in Glücksburg. 2012 übernahm er die Unterabteilung Militärpolitik und Einsatz im Bundesministerium der Verteidigung.
Vom 19. Mai 2014 bis zum 30. April 2015 bekleidete Luther, als Nachfolger von Konteradmiral Mollenhauer, der in den Ruhestand versetzt wurde, den Posten des Abteilungsleiters Einsatz im Marinekommando in Rostock. Von 1. Mai 2015 bis April 2018 war Luther Stellvertreter des Abteilungsleiters Strategie und Einsatz im Bundesministerium der Verteidigung. Diesen Dienstposten übergab er an Generalmajor Ingo Gerhartz und trat zum Ablauf des Monats in den Ruhestand.